# Frederic Linker

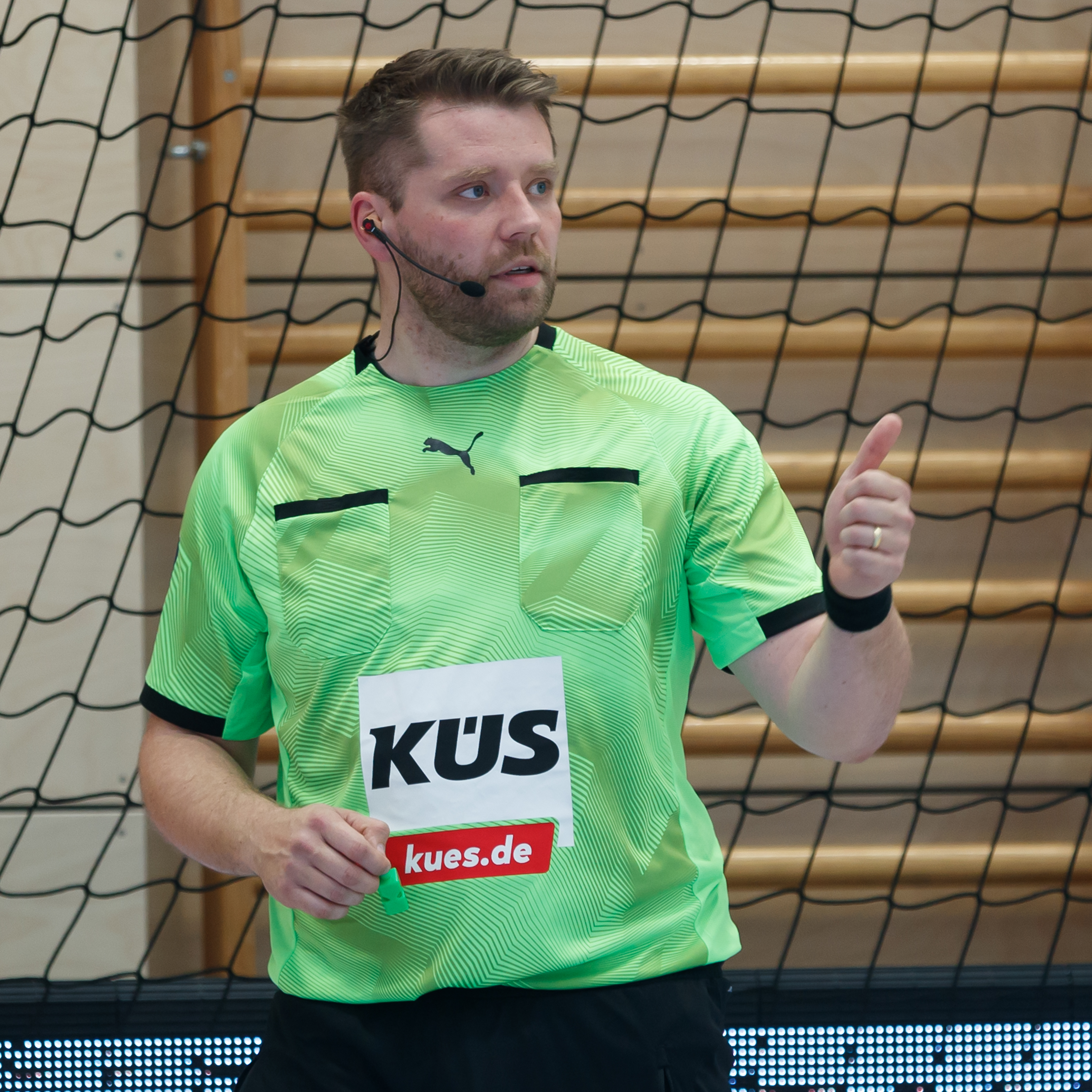
Frederic Linker (2021)

Frederic Linker  (* 1986) ist ein deutscher Handballschiedsrichter aus Recklinghausen. Er gehört zum Elitekader des DHB und ist seit 2002 Schiedsrichter.

## Karriere
Linker wurde 2002 Schiedsrichter. Er bildet zusammen mit Sascha Schmidt seit 2003 ein Schiedsrichtergespann. Seit 2011 darf das Duo Spiele in der 2. Handball-Bundesliga leiten. Zur Saison 2020/21 stieg das Gespann in den Elite-Anschlusskader des DHBs auf, in der nächsten Saison erfolgte der erneute Aufstieg in den Elitekader.
Linker/Schmidt kommen auf über 300 Einsätze auf Ebene des DHBs.

## Privates
Linkers Stammverein ist die JSG Wanne-Herne, er engagiert sich aber auch in der Handballabteilung des FC Schalke 04 im Rahmen von Aus- und Weiterbildungsveranstaltungen. Hauptberuflich ist er Lehrer für Deutsch und Sozialwissenschaften an einem Gymnasium.